# Florentin Paris
Florentin Paris, né en 1945, est un paléontologue français.

## Publication
- Les chitinozoaires dans le Paléozoïque du Sud-Ouest de l'Europe (cadre géologique, étude systématique, biostratigraphie), Mémoires de la Société géologique et minéralogique de Bretagne, no 26, 1981.